# Битка за Фочу (1992)
Битка за Фочу одвијала се од 8. до 17. априла 1992, када су војници ЈНА из Црне Горе упали у Фочу и водили борбу са Територијалном одбраном Босне и Херцеговине. То је и било мјесто једних од првих битака у овом рату поред Сарајева, Вишеграда, Зворника и Купреса.

## Позадина
Смјештена 20 km југозападно од Горажда, Фоча се налази на важном стратешком путу који води од сјевера према југу цијелом долином Дрине. Етничко становништво је грубо подијељено (52% Муслимани и 45% Срби). Овдје је дошло до великих ескалација међуетничких контрадикција, као и у цијелој Босни у марту. Након серије инцидената, 23. марта, локални кризни штаб СДС-а најавио је "стање спремности". Овај корак су првенствено изазвале вијести о растућем притиску на српску мањину у Горажду.
Полиција Републике Српске формирана је 4. априла 1992. године. Српске снаге у Фочи и околини, чинили су углавном борци Територијалне одбране (око 1.000 људи), комбиновани одреди ТО из Црне Горе и сусједних општина (на примјер из Чајнича) и 200 локалних полицајаца који су се недавно придружили формираном српском министарству унутрашњих послова. Након тога, у последњој фази борбе за град, придружили су се и добровољци из "Српског покрета" Војислав Шешељ. Ограничену подршку пружили су јединице 37. Ужичког корпуса ЈНА.
Снаге муслимана у Фочи бројале су приближно хиљаду војника паравојних снага СДА. То су биле најорганизованије и добро наоружане муслиманске снаге у источној Босни, без бораца Горажда. За разлику од Бијељине, Зворника и Вишеграда, гдје су Срби успоставили своју контролу за један или два дана, борбе за Фочу су трајале три недеље.

## Ток битке
Када је Босна и Херцеговина формално прогласила независност 6. априла, истог дана Срби из Фоче преузели су контролу над главним општинским зградама, укључујући и полицијску службу и прогласили своју припадност БиХ и независност од владе у Сарајеву. Борбе које су започеле у граду, увече 8. априла, преселиле су се на подручје хидроелектране 9. априла, као и у Зворнику, Срби су издали ултиматум: "Спустите оружје!" Муслимани су га игнорисали, а увече истог дана српски борци су почели да бомбардују град са хаубицама. Борба се водила у предграђу код већине муслиманског становништва (Доњег Поља, Алаџа). У наредних неколико дана, српски борци су преузели предграђе Фоче. Овде су се муслимани борили вјешто и очајнички. Већина града у поподневним часовима изгледа је мртво (многи локални становници су већ побјегли), а ноћу је постао рај за пљачкаше.
Потпуна контрола над Фочом долази 14. априла, када српске снаге концентрисаном ватром из артиљерије успијевају да избаце муслиманске снајперисте из небодера (са којих муслимански снајперисти држе под контролом цијели град). Након пада насеља Доњег Поља гдје је пружен најјачи отпор, муслиманска одбрана је почела да се руши, а до 17. априла већина муслиманских снага је напустила град, укључујући и велики дио мирног становништва.
Ослобађање Фоче је био велики успех за Србе у њиховој офанзиви у Подрињу, али су морале још да се воде борбе са саботажама неколико муслиманских група распршених широм града. Тек крајем јула српски борци су успели да у потпуности обезбједе овај реон.
У наредним данима формиране су у Вишеграду и Фочи двије тактичке групе ВРС које су активно учествовале у борбама за коридор Трново - Горажде, којег су муслимани покушавали успоставити. Борбе у Подрињу 1992. су се прењеле у троугао између Рогатице, Вишеграда и Горажда, дуж обе обале Дрине.

## Злочин у Фочи
Масакр у Горњој Јошаници се догодио у децембру 1992. године. Вишеградска бригада Армије Републике Босне и Херцеговине (АРБиХ) у селу Горња Јошаница код Фоче децембра 1992. је починила ратни злочин над особама српске националности, углавном цивилима. Убијено је 56 мештана, а многи од њих на језив начин, одсецањем дијелова тијела. Међу жртвама била је 21 жена и троје дјеце, која су претходног дана са родитељима дошла из Фоче да на селу дочекају Никољдан. Десетак заселака Горње Јошанице у општини Фоча избрисано је са географске карте, попаљене су не само куће већ и помоћни објекти, уз нејач убијана је и стока, а где су то стигли, злочинци су чак посекли и стабла воћака.